# سیارک ۳۵۳۵۸
سیارک ۳۵۳۵۸ (به انگلیسی: 35358 Lorifini، نامگذاری:1997SL17) سی و پنج هزار و سیصد و پنجاه و هشتمین سیارک کشف شده‌است که در ۲۷ سپتامبر ۱۹۹۷ کشف شد.